# 阿拉尔蒙
阿拉尔蒙（法語：Allarmont，法語發音：[alaʁmɔ̃] ⓘ）是法国大東部大區孚日省的一个市镇，属于孚日圣迪耶区。

## 地理
阿拉尔蒙（48°28'56"N, 7°0'48"E）面积13.21 平方千米，位于法国大東部大區孚日省，该省份为法国东北部内陆省份，北起默兹省和默尔特-摩泽尔省，西接上马恩省，南至上索恩省和贝尔福地区省，东临上莱茵省和下莱茵省。
与阿拉尔蒙接壤的市镇（或旧市镇、城区）包括：比永维尔、穆塞、韦克桑库尔、普莱讷河畔塞勒。

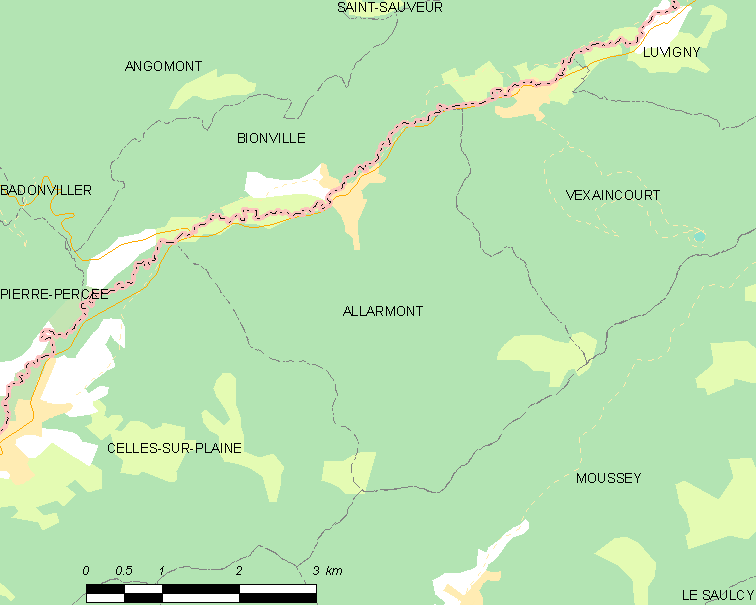
阿拉尔蒙的OSM定位图

阿拉尔蒙的时区为UTC+01:00、UTC+02:00（夏令时）。

## 行政
阿拉尔蒙的邮政编码为88110，INSEE市镇编码为88005。

## 政治
阿拉尔蒙所属的省级选区为拉翁莱塔普县。

## 人口

1962-2008年间阿拉尔蒙人口变化图示

阿拉尔蒙于2022年1月1日时的人口数量为209人。